# Pierre Cartier
Pour les articles homonymes, voir Cartier.
Pierre Cartier, né le 10 juin 1932 à Sedan et mort le 17 août 2024 à Marcoussis, est un mathématicien et directeur de recherche au CNRS français. Il est connu pour sa participation au groupe français de mathématiciens Bourbaki de 1955 à 1983.

## Biographie

### Diplômes et carrière
Pierre Cartier est un ancien élève de l'École normale supérieure (promotion 1950), agrégé de mathématiques (1953), docteur en mathématiques (thèse dirigée par Henri Cartan, soutenue en 1958 sous le titre « Dérivations et diviseurs en géométrie algébrique »), professeur à l’université de Strasbourg de 1961 à 1971 puis directeur de recherche au CNRS.
Il est membre du groupe Bourbaki de 1955 à 1983, et doyen et scribe du même groupe des années 1970 à 1983, année où il « prononce l'éloge funèbre » du mathématicien et propose de dissoudre le groupe Bourbaki en 1985 pour deux raisons :
1. pour appliquer au groupe la même limite d'âge que celle qui s'applique à ses membres ;
2. parce qu'il admet que le groupe a fini de remplir sa mission de modernisation des mathématiques[3].

En 1987, il commence à prendre part à l'organisation du séminaire de philosophie et mathématiques de l'ÉNS. Il continue cette activité jusqu'à son décès.

### Décès
Pierre Cartier meurt le 17 août 2024 à Marcoussis (Essonne), à l'âge de 92 ans.

## Hommages et distinctions

### Prix
- Prix Ampère de l’Académie des sciences (1978)[6].
- Élu à l'Académie des science[Quand ?], ce qu'il refuse[7].

### Hommages
- Rendant compte à sa femme de sa première rencontre avec Pierre Cartier, Alain Connes lui dit : « Je viens de rencontrer un type formidable. Il comprend tout, il a une curiosité insatiable et une ouverture d’esprit hors du commun. En plus, il a l’air sportif et il vient à Bures en vélo[8]. »
- Journées d'hommage à Pierre Cartier[9], juin 2002, Institut des hautes études scientifiques.
- Hommage à Pierre Cartier (1932-2024)[10].

## Publications
- Mathematics in the 21st Century: 6th World Conference (texte électronique[11]), Lahore, mars 2013, A.D.R. Choudary, Michel Waldschmidt, Bâle, Springer, 2015  (ISBN 9783034808590)
- The Grothendieck festschrift: a collection of articles written in honor of the 60th birthday of Alexander Grothendieck (texte électronique[12]), Boston, Birkhäuser, 2007  (ISBN 9780817645748) Reprise de la publication de 1990[13].
- The algebraic theory of spinors and Clifford algebras[14], œuvres complètes en anglais de Claude Chevalley, éditées par Pierre Cartier et Catherine Chevalley, Berlin - Heidelberg - New York, Springer, 1997  (ISBN 3-540-57063-2 et 0-387-57063-2)